# Montignoso
Montignoso település Olaszországban, Massa-Carrara megyében. Lakosainak száma 10 015 fő (2023. január 1.). Montignoso Forte dei Marmi, Massa, Pietrasanta és Seravezza községekkel határos.

## Népesség
A település népességének változása:
| Lakosok száma | 10 261 | 10 311 | 10 015 |
|               | 2017   | 2018   | 2023   |